# Tschars
Tschars (italienisch: Ciardes) ist eine Fraktion der Gemeinde Kastelbell-Tschars im Vinschgau in Südtirol (Italien).

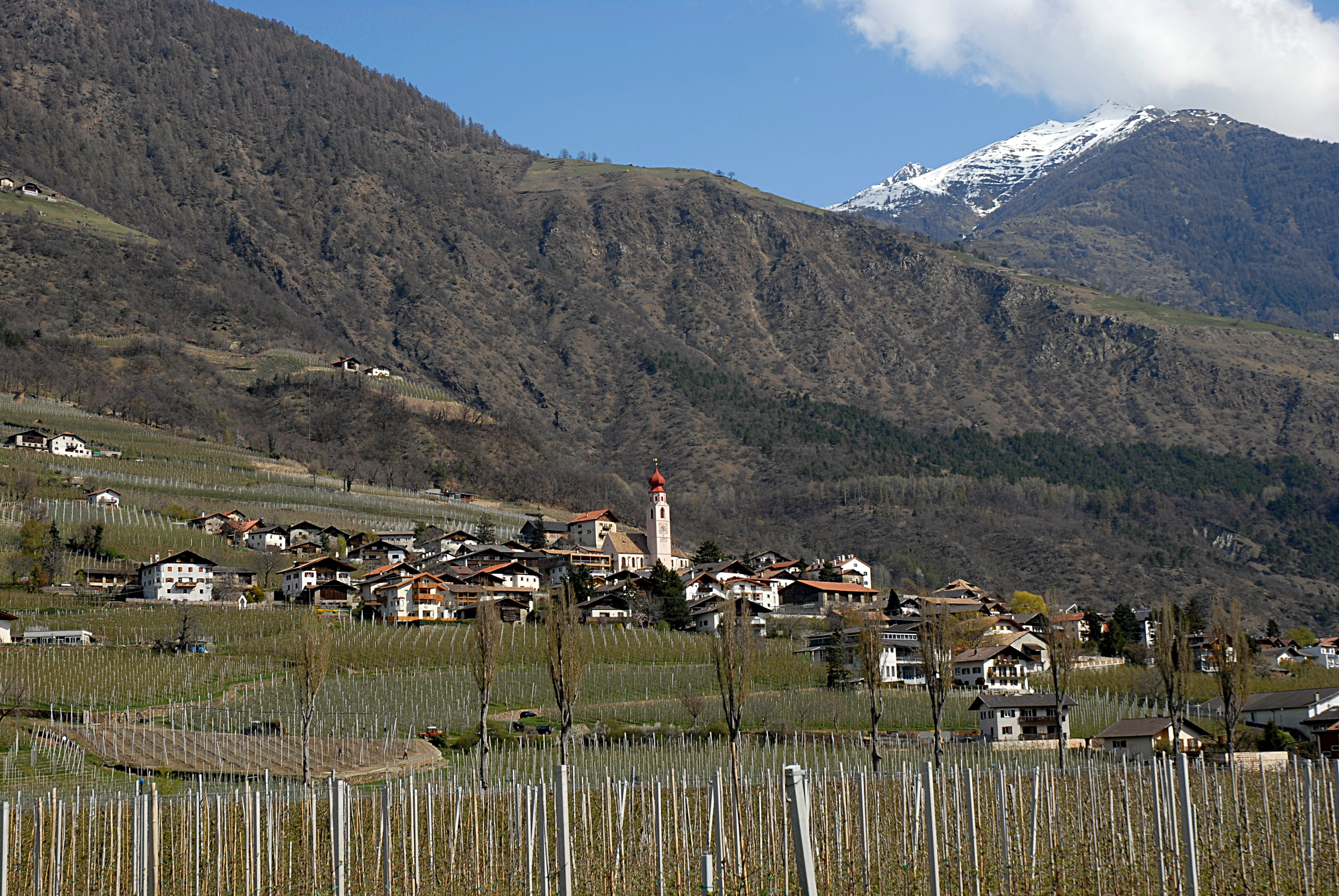
Ansicht von Tschars

## Lage
Tschars befindet sich auf der orographisch linken Seite des Etschtals auf einer Meereshöhe von ca. 636 m s.l.m. Das Dorf liegt in Hanglage am Fuße des Sonnenbergs.

## Geschichte

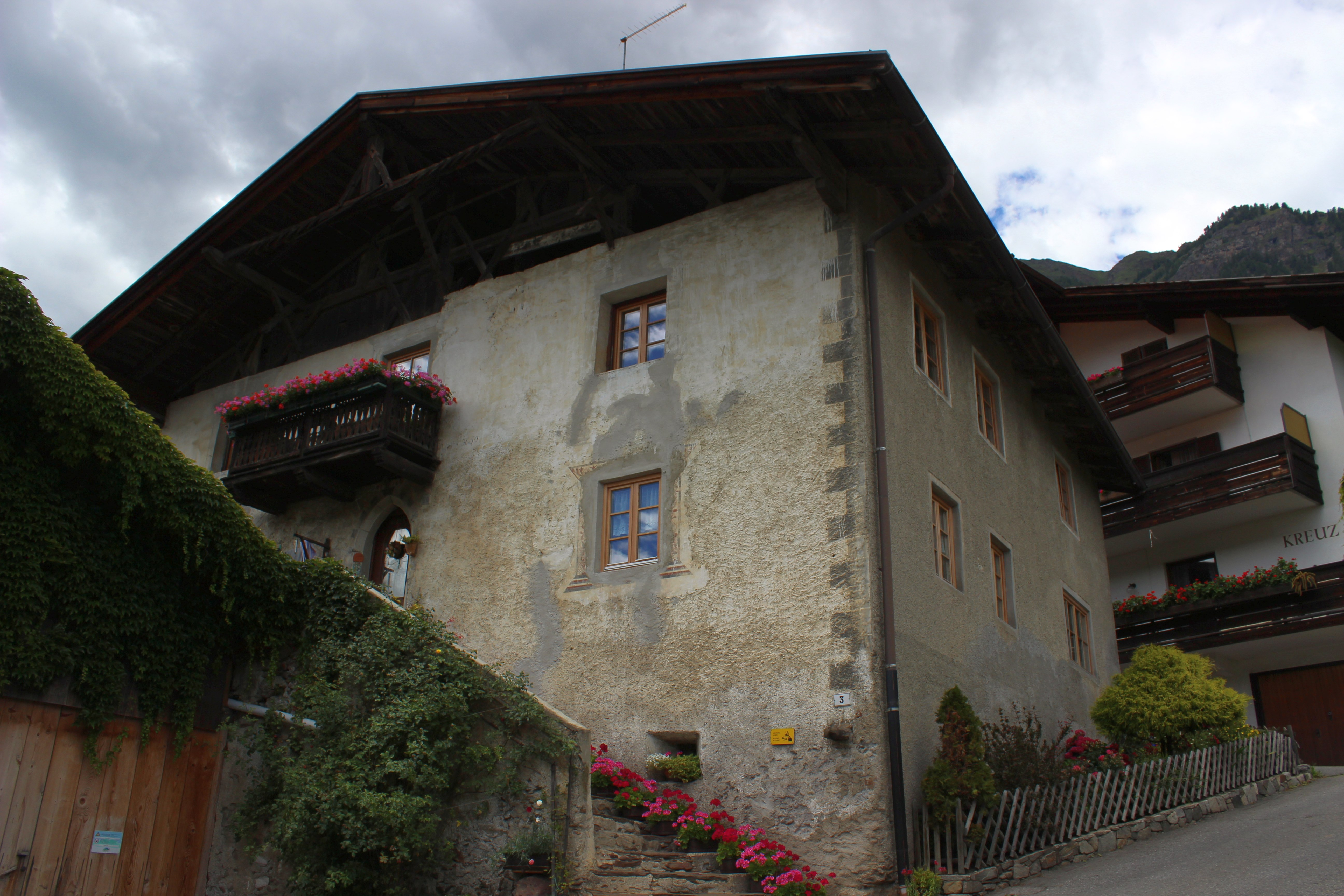
Der Hof Gaßlehen in Tschars

Erstmals erwähnt 1188 als Sardes, ab 1406 als Tschars (Mundart: Tschoorsch). Herkunft und Bedeutung des Namens sind nicht geklärt. Eine Vermutung geht in die Richtung, dass der Name auf das germanische skarda zurückzuführen ist und insgesamt „durch Erosion zerrissenes Gelände“ bedeuten könnte. Wahrscheinlicher ist ein älterer Ursprung im Rätoromanischen, wie bei den meisten Ortsnamen im Vinschgau.
Bis 1929 war Tschars eine selbstständige Gemeinde, ehe es mit Kastelbell, Galsaun, Latschinig und Tomberg zur neuen Gemeinde Kastelbell-Tschars fusioniert wurde.

## Bildung
In Tschars gibt es eine Grundschule für die deutsche Sprachgruppe.

## Vereine
- Freiwillige Feuerwehr Tschars, 1891 gegründet
- Musikkapelle Tschars, 1897 gegründet
- Schützenkompanie Tschars
- Pfoffagonder Tuifl

## Verkehr
Direkt unterhalb von Tschars in der Talsohle verlaufen die SS 38 und die Radroute 2 „Vinschgau–Bozen“. Auf der orographisch rechten Seite der Etsch bietet zudem die Vinschgaubahn am Bahnhof Tschars eine Zugangsstelle, die über eine Brücke mit dem linken Flussufer verbunden ist.

## Sehenswertes

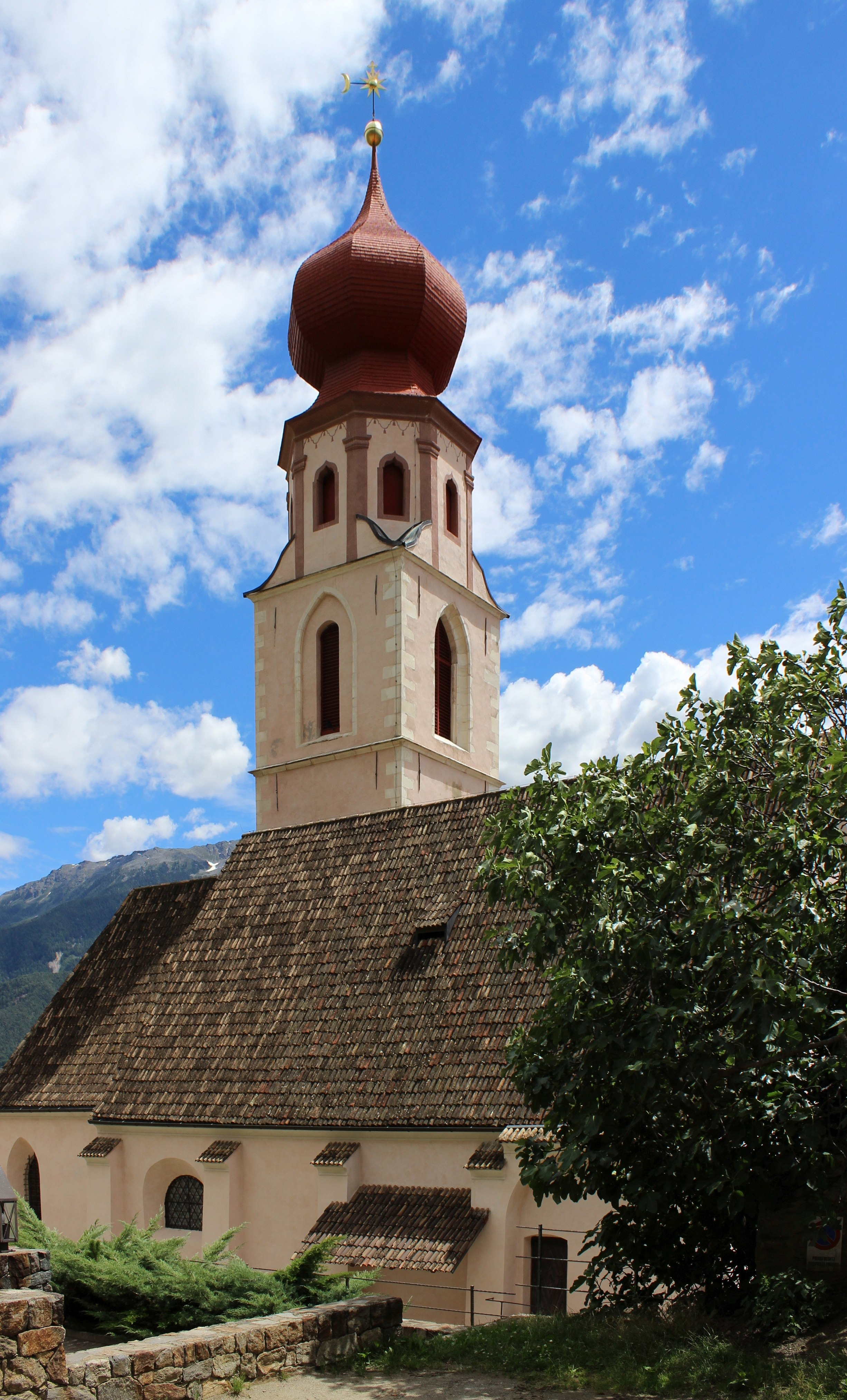
St. Martin

- Das Teilstück der Waalwege mit den Kastanienhainen oberhalb Tschars wird in Wanderführern als sehenswert bezeichnet.
- Pfarrkirche St. Martin in Tschars
- Widum aus dem Spätmittelalter mit gotischen Gewölben
- Wirtschaftsgebäude eines aufgelassenen Karthäuserklosters aus der Renaissancezeit in besonders idealtypischem Stil, heute Grundschule

## Persönlichkeiten
- Guido Zingerle (1902–1962), „Ungeheuer von Tirol“
- Alberto Winkler (1932–1981), Ruderer